# МКС-8
МКС-8 — восьмой долговременный экипаж Международной космической станции. Экипаж работал на борту МКС с 20 октября 2003 года по 29 апреля 2004 года. Самая длительная экспедиция на МКС на 29.04.2004 г. (превышена длительность экспедиции МКС-4).
Во время восьмой экспедиции были осуществлены работы по обслуживанию ТКГ «Прогресс» и пилотируемых кораблей «Союз»:
- «Прогресс М-48»: расстыковка 28.01.2004;
- «Прогресс М1-11»: стыковка 31.01.2004, разгрузка;
- «Союз ТМА-2»: отстыковка 27.10.2003 вместе с экипажем МКС-7 и участником экспедиции посещения ЭП-5;
- «Союз ТМА-3»: корабль доставки и возвращения экипажа МКС-8;
- «Союз ТМА-4»: стыковка 21.04.2004 вместе с экипажем МКС-9 и участником экспедиции посещения ЭП-6.

Были проведены научные исследования и эксперименты по российской и американской программам (в том числе эксперименты по проекту ЕКА — SSM «Сервантес»). По завершении станция была передана экипажу 9-й основной экспедиции.

## Экипаж
Основной и дублирующий экипажи МКС-8 были утверждены на заседании Международной комиссии MCOP, состоявшейся в Центре подготовки космонавтов им. Ю. А. Гагарина 18—19 июня 2003 года. Согласно им в основной экипаж вошли:
- (НАСА): Майкл Фоул (6)[4] — командир;
- (Роскосмос): Александр Калери (4) — бортинженер.

Вместе с основным экипажем МКС, на «Союзе ТМА-3» был доставлен на станцию участник программы экспедиции посещения ЭП-5 П. Дуке:
- (ЕКА): Педро Дуке (2)[6] — научный специалист МКС, бортинженер-2.

### Дублирующий экипаж
В состав дублирующего экипажа МКС-8 входили:
- (НАСА): Уильям Макартур (4) — командир;
- (Роскосмос): Валерий Токарев (2) — бортинженер.

Участник программы экспедиции посещения ЭП-6:
- (ЕКА): Андре Кёйперс (1)[8] — научный специалист МКС, бортинженер-2.

### Экипаж возвращения
Помимо экипажа 8-й основной экспедиции, на землю был доставлен участник программы экспедиции посещения ЭП-6  Андре Кёйперс.

## Параметры полёта
- Наклонение орбиты — 51,6°;
- Период обращения — 92,0 мин;
- Перигей — 384 км;
- Апогей — 396 км.

## Выход в открытый космос
Членами 8-й основной экспедиции Майклом Фоулом и Александром Калери был совершён один запланированный выход в открытый космос, общей продолжительностью 3 часа 55 минут. Выход был совершён с модуля Российского сегмента (РС) Международной космической станции (МКС) «Пирс» (СО1) 26 февраля 2004 года. В ходе выхода на внешней обшивке СМ «Звезда» был установлен испытательный манекен «Rendo».